# Fukusimai Kodály Kórus
A Fukusimai Kodály Kórus (japánul: 福島コダーイ合唱団, nemzetközileg Fukushima Kodály Choir néven ismert és elismert.)
A Fukusimai Kodály Kórus, a kiváló, nemzetközi hírű japán kórus 1987-ben alakult Dr. Furija Mijako (美彌子降矢 - Dr. Miyako Furiya) professzor asszony, a Fukusimai Egyetem zenetanára, karnagy kezdeményezésére. A karnagy asszony az énekegyüttes fennállásának negyedszázados évfordulójára 2012-ben Pro Cultura Hungarica díjat kapott a Magyar Állam elismerése képpen.
Az énekkar jelenlegi vezetője Szaito Hiroko (斉藤浩子 - Hiroko Saito) tanárnő.
1990 léptek fel először Magyarországon, s azóta három-négy évente lépnek fel hazánkban.
Kodálynak (japánul: コダーイ・ゾルターン) személy szerint, valamint zenéjének Japánban, és a Kodály-módszernek a japán zenepedagógiában már régóta valóságos kultusza virágzik.
Ezért csak magyar szemnek furcsa, hogy egy kiváló japán kórus Kodály nevét viseli.
A hölgyek nyilvános fellépéseik alkalmával magyar népi motívumokkal díszített ruhát viselnek.
Repertoárjukba tartozik Kodály művein kívül Kodály és Bartók népdaldal gyűjtésének népdalai, más ismert magyar népdalok, kortárs magyar zeneművek (Kurtág György), továbbá például balinéz népdalok is - természetesen a japánokon kívül.
A kórus rendkívüli figyelmet fordít a helyes magyar kiejtés és intonáció elsajátítására.
Tökéletes magyar népdal előadásaikon is átfénylik a sok ezer éves japán énekkultúra (és általában a japán kultúra) nagyszerűsége.
A kórust alkalmanként olyan neves hazai művészek is vezényelték, mint például Mohayné Katanics Mária, Ugrin Gábor.
További érdekes magyar vonatkozás, hogy Kobajasi Kenicsiró, a hazánkban szintén méltán tisztelt és szeretett karmester is
a Fukusima prefektúrabeli Ivakiban született és nevelkedett (és amely Fukusimához hasonlóan szintén súlyos károkat szenvedett a 2011-es katasztrófa során).

## A kórus tagjai (nem teljes)[1]
- Akijama Jaszuko (Yasuko Akiyama)
- Anzai Rumiko (Rumiko Anzai)
- Asigucsi Takasi (Takashi Ashiguchi)
- Endo Haruo (Haruo Endo)
- Homma Jukiko (Yukiko Homma)
- Isitaka Kunio (Kunio Ishitaka)
- Jaginuma Noriko (Noriko Yaginuma)
- Jamazaki Junko (Junko Yamazaki)
- Josida Miszao (Misao Yoshida)
- Kobajasi Majumi (Mayumi Kobayashi)
- Marukava Hiromi (Hiromi Marukawa)
- Meguro Keiko (Keiko Meguro)
- Meguro Maszako (Masako Meguro)
- Mori Tadahiro (Tadahiro Mori)
- Nagaszava Joko (Yoko Nagasawa)
- Ooki Emi (Emi Ooki)
- Szaszaki Keiko (Keiko Sasaki)
- Tacsibana Atszuko (Atsuko Tachibana)
- Takahasi Tomiko (Tomiko Takahashi)
- Tacuta Hammi (Hammi Tatsuta)

## Díjak
- Dr. Furija Mijako karnagy asszony - Pro Cultura Hungarica díj, 2012.

## Riportfilm
- Pentatom - A Fukushimai Kodály Kórus, Magyar Televízió, 2014 (Ajánló a NAVA honlapján)

## Az énekkar néhány felvétele a youtube-on
- Fukushima Kodály Choir karibosikiriuta 刈干切唄
- ガムラン　Gamelan　　I Wayan Suweca 　Fukushima kodály　choir (balinéz népzene és tánc)